# Gare de Beauvoisin
La gare de Beauvoisin est une gare ferroviaire française de la ligne de Saint-Césaire au Grau-du-Roi, située sur le territoire de la commune de Beauvoisin, dans le département du Gard en région Occitanie. 
C'est une halte voyageurs de la Société nationale des chemins de fer français (SNCF) desservie par des trains express régionaux TER Occitanie.

## Situation ferroviaire
Établie à 64 mètres d'altitude, la gare de Beauvoisin est située au point kilométrique (PK) 15,660 de la ligne de Saint-Césaire au Grau-du-Roi, entre les gares de Générac et de Vauvert.

## Fréquentation
L'évolution de la fréquentation de la gare est présentée dans le tableau ci-dessous.
| Année           | 2015 | 2016 | 2017 | 2018 | 2019 | 2020  | 2021   | 2022   | 2023   |
| --------------- | ---- | ---- | ---- | ---- | ---- | ----- | ------ | ------ | ------ |
| Voyageurs seuls | 552  | 800  | 585  | 299  | 916  | 4 826 | 12 738 | 15 736 | 19 600 |

## Service des voyageurs

### Accueil
Halte SNCF, c'est un point d'arrêt non géré (PANG) à entrée libre.

### Desserte
Beauvoisin est desservie par des trains TER Occitanie qui effectuent des missions entre les gares : de Nîmes et du Grau-du-Roi.

### Intermodalité
Un parking pour les véhicules est aménagé. 